# Filipp Egorov
Filipp Egorov (n. 8 iunie 1978, Vladivostok, RSFS Rusă, URSS) este un bober ce a reprezentat Rusia, medaliat olimpic. A participat la 3 ediții ale Jocurilor Olimpice (2002, 2006, 2010) în care a câștigat o medalie de argint.